# Келс
Келс (грч. Κέλσος; лат. Celsus — Целс, Целзо) је био грчки платонистички филозоф из 2. века и истакнути критичар хришћанства. Његово дело Истински логос (Alethes logos), написано 178, се сматра првом свеобухватном филозофском критиком хришћанства. Изворни спис није сачуван, а дело нам је познато искључиво путем Оригеновог побијања.
У своме делу Келс подвргава рационалној критици разне хришћанске митове, наводећи да су неки, попут мита о потопу, позајмљени из других традиција, док су неки, попут мита о стварању света, у сукобу са науком. Он са филозофског становишта даље критикује антропоморфни доживљај бога, хришћански антропоцентризам и веровање у сопствену изабраност. Хришћанско учење о ускрснућу тијела критикује као погрешно схваћено филозофско учење о сеоби душе. Хришћанске заједнице свога времена Келс критикује због противљења образовању и заступања слепе вере уместо разумског испитивања. Он хришћане критикује и због неучествовања у заједничким обредима, непоштовања закона и дрског понашања према сликама богова других народа.
О Келсовом животу се не зна готово ништа. Претпоставља се да је писао у Александрији. Живео је у време када се античка филозофија сусрела с новим вјеровањем, које је наступало као богом објављена истина, што је за образоване Хелене, а посебно за филозофе, било непојмљиво. Филозоф Келс је у хришћанству видио негацију свега онога што је стољећима било присутно у грчком генију.

## Јеврејска визија Исуса
Супротно хришћанском гледишту, Келс такође наводи јеврејско гледиште о Исусу изложено у Талмуду, светом спису жидовства.
Келс у својој књизи уводи лик Јевреја, заговорника јудаизма, који изјављује да су Исуса погрешно замењивали са сином девице, и да потиче из забаченог села у јеврејској Светој земљи . Келсов Јеврејин сумња на појаву звезде поводом Исусовог рођења, а такође оспорава и Исусово порекло од краља Давида: „Столарска жена треба да зна да ли потиче из тако озарене породице“. (II. 32).
Према талмудској традицији, Исусова мајка је била сиромашна јеврејска девојчица коју је њен супруг, по занимању тесар, протерао због прељуба са римским војником по имену Пантер. Напуштена од супруга и презрена од друштва, Марија је родила Исуса (I. 32).
Због беде и сиромаштва, Исус је отишао у Египат, где је проучавао магију. Уверен у своје врачање, Исус се вратио у родну Палестину и представио се као бог. Окупио је око себе „ 10 или 11 озлоглашених људи “, потпуно недостојне царинике и лађаре (које Келс назива бандом пљачкаша), и обилазио с њима и живео јадно. Говорећи о догађајима који су довели до Исусове побуне, он каже:
„Када смо га спровели и осудили, сакрио се и покушао побећи. Био је ухваћен на најпогрднији начин и био је издан управо од оних које је називао својим ученицима.”
Келсов Јеврејин преноси Исусовим следбеницима оно што они сматрају Исусом богом, иако је неславно завршио. Келс наводи да су Исусови ученици додали да је Исус прорекао све што му се догодило и да је текст јеванђеља мењан 3-4, и више пута (II. 27).
Келс пише да су они који верују у Исусово васкрсење жртве заведене фантазије. Наводни догађај видела је „луда жена и неко ко је склон таквим сновима“; што је створило лажну представу (II. 55). Келс се позива на Платона који каже да су неки људи у близини гробова мртвих видели „духове из сенке“ (Федон, око 30. стр. 81 Д.). Ако Исус није био само привиђење, већ је устао из мртвих, други су га сигурно видели. Ако је заиста желео да покаже божанску моћ, тада је морао да се појави и противницима и судијама који су га осудили и свим људима (II. 63).